# アルブレヒト・フリードリヒ (プロイセン公)
アルブレヒト・フリードリヒ（Albrecht Friedrich, 1553年5月7日 - 1618年8月28日）は、プロイセン公（在位：1568年 - 1618年）。ホーエンツォレルン家の初代プロイセン公アルブレヒトと、2番目の妃であるブラウンシュヴァイク＝カレンベルク侯エーリヒ1世の娘アンナ・マリアの子。父アルブレヒトがドイツ騎士団国に代わって創始したプロイセン公国を、14歳で継承した。

## 生涯
ユーリヒ＝クレーフェ＝ベルク公ヴィルヘルム5世と妃マリア（神聖ローマ皇帝フェルディナント1世の娘）の娘マリー・エレオノーレと結婚し、7人の子をもうけたが、2人の男子はいずれも夭折した。長女アンナは同族であるブランデンブルク選帝侯ヨアヒム・フリードリヒの子ヨハン・ジギスムントの妻、次女マリーはヨアヒム・フリードリヒの弟バイロイト辺境伯クリスティアンの妻となり、四女エレオノーレはヨアヒム・フリードリヒ自身の後妻となった。
アルブレヒト・フリードリヒは公位継承時に若年であり、長じても精神を病んでいたため、プロイセン公国は同族の従兄アンスバッハ＝クルムバッハ辺境伯ゲオルク・フリードリヒ、次いでヨアヒム・フリードリヒとヨハン・ジギスムント父子の摂政の下で治められた。1618年にアルブレヒト・フリードリヒが死去した後、ヨハン・ジギスムントが公位を継承し、以後はブランデンブルク選帝侯がプロイセン公、後にプロイセン王を兼ねる同君連合国家ブランデンブルク＝プロイセンが成立した。

## 子女
- アンナ（1576年 - 1625年） - ブランデンブルク選帝侯ヨハン・ジギスムントと結婚。
- マリー（1579年 - 1649年） - ブランデンブルク＝バイロイト辺境伯クリスティアンと結婚。
- アルブレヒト・フリードリヒ（1580年）
- ゾフィー（1582年 - 1610年） - クールラント・ゼムガレン公ヴィルヘルム・ケトラーと結婚。
- エレオノーレ（1583年 - 1607年） - ブランデンブルク選帝侯ヨアヒム・フリードリヒと結婚。
- ヴィルヘルム（1585年 - 1586年）
- マグダレーナ・ジビュレ（1586年 - 1659年） - ザクセン選帝侯ヨハン・ゲオルク1世と結婚。